# Fire Emblem: Shin Monshō no Nazo: Hikari to Kage no Eiyū
Fire Emblem: Shin Monshō no Nazo: Hikari to Kage no Eiyū (ファイアーエムブレム 新・紋章の謎 〜光と影の英雄〜?, Faiā Emuburemu: Shin Monshō no Nazo ~Hikari to Kage no Eiyū~, lett. "Fire Emblem: Il nuovo mistero dell'Emblema: Eroi Luminosi e Oscuri"), è un videogioco strategico a turni, remake di Fire Emblem: Monshō no Nazo sviluppato dalla Intelligent Systems e pubblicato dalla Nintendo. Secondo remake della serie Fire Emblem per Nintendo DS., contiene anche le mappe bonus di BS Fire Emblem: Akaneia Senki nella modalità Extra.
Marth, l'eroe di Fire Emblem: Shadow Dragon e dell'originale Monshō no Nazo,  affronta la "Guerra degli Eroi", accompagnato dall'"Eroe Ombroso", personalizzabile in capigliatura, abbigliamento, accessori, storia e statistiche.
I capitoli segreti e il prologo di dieci capitoli si concentrano su questo nuovo personaggio personalizzabile.

## Meccanica di gioco
Quattro livelli difficoltà - Normale, Difficile, Maniaco e Psicopatico - più due modalità di gioco - "Casuale", laddove le unità sconfitte torneranno in vita, e "Classico", laddove esse rimarranno morte per sempre.
Come in Shadow Dragon i giocatori possono connettersi con la connessione Wi-Fi del proprio Nintendo DS-Nintendo DSI per sfidare altri giocatori in mappe esclusive del gioco online.
Con gli scellini virtuali si possono comprare oggetti unici nel negozio online. Nuovo per la serie è l'opzione di scaricare nuovi episodi e la personalizzazione della "My Unit", un secondo Lord a tutti gli effetti.

## Trama
Hardin, principe di Orleans, alleato ed amico di Marth, nel Book 1, eredita il titolo di Re di Orleans. Sposatosi con Nina, Hardin non riesce ad instaurare un buon rapporto da marito e moglie con lei, andando in crisi.
Nel mentre però, Marth si rende conto che c'è qualcosa che non va nella testa di Hardin, divenuto conquistatore di città su città man mano che il tempo passa: Marth viene anche obbligato a diventare partecipe dei folli piani di Hardin; con il suo fedele seguito di soldati, viene costretto a combattere contro piccoli villaggi indipendenti e pacifici.
Marth viene a conoscenza del fatto che Medeus, il Drago oscuro che sconfisse tempo addietro, è ancora in vita e, effettivamente, stava soggiogando la mente di Hardin grazie ai suoi poteri mentali.
Per affrontare questo nuovo nemico, Marth va di nuovo alla ricerca del Fire Emblem (questa volta donatogli da Linda, fedele cortigiana della Principessa Nina),  viaggiando in giro per il mondo alla ricerca delle "12 Sfere Stella", per far rivivere la "Sfera Definitiva".
Frattanto, Hardin diffonde la notizia che Marth ed i suoi seguaci sono traditori del regno, mandando gli Akaniani ad uccidere i loro alleati, nel deserto di Khadein.
Boa, un grande studioso, rivela a Marth che Garnef, il Druido Oscuro, è ancora vivo e, sotto le spoglie di mendicante, ha donato ad Hardin un "Sfera Oscura", capace di far controllare a Medeus la mente del giovane Re; soltanto una "Sfera Sacra"  potrà salvare Hardin dalle grinfie dei due esseri malefici.
Tra i tanti alleati, Marth incontra il Saggio Gato, che gli indica la posizione della Sfera Sacra, nascosta tra le montagne ghiacciate, unico strumento per sconfiggere Hardin.
Dotati della Sfera Sacra, Marth ed i suoi combattenti effettuano un ultimo assalto ad Akanenia per liberare Altea e salvare Hardin e sua sorella. Purtroppo l'unica via di redenzione per Hardin è la morte, benché Marth disponga della Sfera Sacra.
Dopo aver sconfitto Hardin, pre-boss finale, si sbloccano due capitoli extra in cui si affrontano il Druido Oscuro Garnef e Medeus nella sua nuova incarnazione. Ancora una volta Garnef possiede la Spada Sacra "Falchion" , ma grazie all'incantesimo "Bagliore di Stelle", Garnef viene sconfitto e, una volta morto, Marth affronta Medeus nella sua vera forma di Drago Oscuro, questa volta uccidendolo definitivamente.

## Valutazione
Il gioco è stato primo, per una settimana, nella classifica di vendite in Giappone.